# 潮州三山國王廟
潮州三山國王廟，又稱潮州忠主宮。址在臺灣屏東縣潮州鎮同榮里西市路三十三號。奉祀廣東省潮州府的鄉土神三山國王。
本廟奉祀明鄭王朝時由潮州府揭陽縣迎請之三山國王香火，當時潮州府軍民隨著鄭延平王來臺，因俗信三山國王為山神、武神，能防備原住民出草獵首與外敵入侵，保護村落，故皆虔誠奉祀。
清高宗乾隆三十八年（西元1773年）本地士紳鳩資，雕刻神像，建庵祀奉。清仁宗嘉慶九年（西元1804年）改建，主祀三山國王，陪祀神有天上聖母、觀音佛祖、關聖帝君、廣澤尊王、福德正神、註生娘娘、中壇元帥、五營神將、斗母元君、太歲星君、月下老人、文昌帝君等。

## 外部連結
- 潮州三山國王廟的Facebook專頁

22°33′02″N 120°32′27″E / 22.5506747°N 120.5408241°E